# Kikity (jezioro)
Kikity (niem. Auer See) – jezioro w Polsce, położone w województwie warmińsko-mazurskim, w powiecie olsztyńskim, w gminie Jeziorany.

## Położenie
Jezioro leży na Wysoczyźnie Jeziorańsko-Bisztyneckiej, natomiast w regionalizacji przyrodniczo-leśnej – w mezoregionie Pojezierza Mrągowskiego, w dorzeczu Symsarna–Łyna–Pregoła. Znajduje się 1,5 km w kierunku południowo-zachodnim od wsi Kikity. Leży na południe od Jeziora Luterskiego, z którym jest połączone wąskim ciekiem wodnym.

## Ukształtowanie
Linia brzegowa rozwinięta. Ławica łagodna. Brzegi płaskie i bagniste. W otoczeniu znajdują się głównie lasy.
Zbiornik wodny według typologii rybackiej jezior zalicza się do karasiowych.
Jezioro leży na terenie obwodu rybackiego Jeziora Luterskiego w zlewni rzeki Łyna – nr 45. Stanowi także część Obszaru Chronionego Krajobrazu Doliny Symsarny o łącznej powierzchni 19 242,16 ha.

## Morfometria
Według danych Instytutu Rybactwa Śródlądowego powierzchnia zwierciadła wody jeziora wynosi 31,8 ha. Średnia głębokość zbiornika wodnego to 1,3 m, a maksymalna – 2,5 m. Lustro wody znajduje się na wysokości 143,1 m n.p.m. Objętość jeziora wynosi 404,8 tys. m³. Maksymalna długość jeziora to 950 m, a szerokość 650 m. Długość linii brzegowej wynosi 2900 m.
Inne dane uzyskano natomiast poprzez planimetrię jeziora na mapach w skali 1:50 000 opracowanych w Państwowym Układzie Współrzędnych 1965, zgodnie z poziomem odniesienia Kronsztadt. Otrzymana w ten sposób powierzchnia zbiornika wodnego to 31,0 ha, a wysokość bezwzględna lustra wody to 142,6 m n.p.m.